# HCG 87
HCG 87 és un grup de galàxies compacte, enumerat al catàleg Grups Compactes de Hickson, a uns 400 milions d'anys llum de la Terra en la constel·lació del Capricorn.

## Membres
| Nom     | Tipus      | R.A. (J2000)  | Dec. (J2000) | Desplaçament cap al roig (km/s) | Magnitud aparent |
| ------- | ---------- | ------------- | ------------ | ------------------------------- | ---------------- |
| HCG 87a | S0 pec     | 20h 48m 15.0s | −19° 50′ 58″ | 8443 ± 14                       | 15,3             |
| HCG 87b | SA(r)0 pec | 20h 48m 10.9s | −19° 51′ 23″ | 8740 ± 20                       | 15,4             |
| HCG 87c | Sb         | 20h 48m 12.0s | −19° 49′ 56″ | 8914 ± 7                        | 16,1             |
| HCG 87d | Sd         | 20h 48m 12.8s | −19° 50′ 46″ | 10200 ± 160                     | 17,8             |